# Junes Delfi
Junes Delfi (pers. ‏یونس دلفی‎, ur. 2 października 2000 w Suzie) – irański piłkarz występujący na pozycji prawego skrzydłowego w chorwackim klubie HNK Gorica. 